# Избори за српског члана Предсједништва Босне и Херцеговине 1996.
Избори за српског члана Предсједништва Босне и Херцеговине 1996. одржани су 14. септембра као дио општих избора у БиХ. За ове изборе било је регистровано укупно 4 кандидата. Побједио је Момчило Крајишник. Број важећих гласова био је 1.026.157, а неважећих 87.031.

## Резултати
| Кандидат                                                | Политички субјекат          | Број гласова | %    | Изабран / Није изабран |
| ------------------------------------------------------- | --------------------------- | ------------ | ---- | ---------------------- |
| Момчило Крајишник                                       | Српска демократска странка  | 690.646      | 67,3 | изабран                |
| Младен Иванић                                           | Демократски патриотски блок | 307.461      | 30,0 |                        |
| Остали кандидати                                        |                             | 28.050       | 2,7  |                        |
| Укупно важећи гласови                                   | Укупно важећи гласови       | 1.026.157    | 100  | -                      |
| Извор:Републички завод за статистику - Република Српска |                             |              |      |                        |